# Филипок (мультфильм)
«Филипок» — советский рисованный мультипликационный фильм режиссёра Розалии Зельмы 1982 года по мотивам одноимённого рассказа Льва Николаевича Толстого.

## Сюжет
Сюжетное действие разворачивается вокруг одного очень любопытного мальчика. Филипок, а мама зовёт его именно так, интересуется всем, что попадает ему на глаза. В отличие от других своих сверстников, он очень хочет учиться и даже завидует старшим ребятам, наблюдая за тем, как они собираются в школу по утрам. Он тоже хочет в школу.
Тем не менее, пока он ещё слишком мал, и мама не отпускает его из дому. Однажды Филипок набрался смелости, надел большое пальто с чужого плеча и последовал за старшим ребятами. Он было даже дошёл до школьных ворот, но там испугался сторожа и ушёл домой ни с чем. После той неудачи желание учиться не исчезло, и Филипок решился попробовать ещё раз, и когда он зашёл в школу, дети и учитель с радостью приняли его.

## Создатели
| автор сценария             | Вадим Климовский |
| режиссёр                   | Розалия Зельма |
| художники-постановщики     | Татьяна Абалакина, Геннадий Смолянов |
| художники-мультипликаторы: | Наталья Базельцева, Константин Романенко, Игорь Самохин, Борис Тузанович, Валерий Токмаков, Михаил Першин, Александр Елизаров                   |
| художники:                 | Ирина Дегтярёва, Татьяна Кузьмина, Наталия Грачёва, Маина Новожилова, Татьяна Великород, Елена Строганова, Наталья Кудрявцева, Любовь Хорошкова |
| оператор                   | Владимир Милованов |
| композитор                 | Евгений Крылатов |
| звукооператор              | Олег Соломонов |
| монтажёр                   | Любовь Георгиева |
| редактор                   | Валерия Медведовская |
| директор                   | Лидия Варенцова |
| текст читает               | Борис Петрович Чирков |

## Восприятие
В сознании многих взрослых впечатления от просмотренного фильма в детстве остаются на всю жизнь, которые всплывают ассоциативно и подсознательно :
К счастью, содержание нашей провинциальной жизни - совсем в ином. Много единичного, трогательного. Едешь утром на работу, еще только светает, и обгоняешь маленького-маленького мальчика, бредущего в школу с огромным портфелем. Филипок - больше такого нигде не увидишь.Осипов, Максим Александрович, Человек эпохи Возрождения, 2012

## Издания на видео
В СССР и России в 1990-е годы мультфильм издавался на VHS в сборнике самых популярных мультфильмов ТО «Экран».
Также мультфильм неоднократно выпускался на DVD в сборниках мультфильмов:
- «Робинзон Кузя» Выпуск 2. Сборник мультфильмов (Мастер Тэйп)
- «Тигрёнок и его друзья» Сборник мультфильмов (Союзтелефильм)
- «Три медведя» Сборник мультфильмов (Крупный План)
- «Встречайте бабушку» Сборник мультфильмов (МАГНАТ). (Источник — Аниматор.ру)

### Комментарии
1. ↑  В источниках существует расхождение о годе выхода мультфильма — указываются 1982 или 1983.